# یواس‌اس ناهانتا (۱۸۷۲)
یواس‌اس ناهانتا (۱۸۷۲) (به انگلیسی: USS Nahunta (1872)) یک کشتی بود که طول آن ۲۲۶ فوت ۶ اینچ (۶۹٫۰۴ متر) بود. این کشتی در سال ۱۸۷۲ ساخته شد.